# Merla camagroga
La merla camagroga (Turdus flavipes) és un ocell de la família dels túrdids (Turdidae).

## Hàbitat i distribució
Habita els boscos del nord-est i est de Colòmbia, Veneçuela, Trinitat, Tobago i oest de Guyana, est i sud-est del Brasil, est de Paraguai i nord-est de l'Argentina.